# Croce Rossa Tongana
La Croce Rossa Tongana (in inglese Tongan Red Cross Society) è la società nazionale della Croce Rossa del Regno delle Tonga, stato della Polinesia.

## Denominazione ufficiale
- Tonga Red Cross Society[4][5] (TRCS),[6] in lingua inglese, uno dei due idiomi ufficiali di Tonga.

## Storia
Venne fondata nel 1961, come filiale della Croce Rossa Britannica. Il Tonga Red Cross Society Act 1972 ne riconobbe lo status di società volontaria e ausiliaria verso le pubbliche autorità, in particolare quelle militari.
Nel 1976 venne istituito il Centro per le Persone Disabili ʻOfa Tui Amanaki e nel 1979 il Centro di accoglienza Alonga per le Persone con Disabilità maggiori di 18 anni. Il 22 marzo 1978 il Governo dichiarò che il Paese era parte delle convenzioni di Ginevra.
Il 15 ottobre 1981 ricevette il riconoscimento in veste ufficiale, richiesto il 2 aprile dello stesso anno, dal Comitato internazionale della Croce Rossa, entrando come 127⁰ membro nel Movimento Internazionale. Ciò avvenne in un periodo di crescita della Società, che si stava espandendo per coprire tutto il territorio tongano.

## Presidenti
- Dal 1972 al 2017: Halaevalu Mata'Aho 'Ahome'e

## Organizzazione
La Società ha sede nel quartier generale della capitale Nukuʻalofa ed è diretta dal Comitato Esecutivo, che ha la facoltà di formare Comitati Divisionali, e dalle seguenti cariche:
- Responsabile delle Comunicazioni;
- Presidente;
- Chairperson;
- Segretario Generale;
- Tesoriere;
- Capo delle Finanze;
- Assistente del Tesoriere.

## Attività
La Croce Rossa Tongana è impegnata nell'assistenza verso le persone bisognose, in condizioni di disabilità, malattia, per i bambini portatori di handicap e per le vittime di calamità naturali (come in occasione dell'eruzione dell'Hunga Tonga del 2022). Tiene anche corsi di primo soccorso.